# ユン・ピョウ
ユン・ピョウ（元 彪、Yuen Biao、1957年7月26日- ）は、香港のアクション俳優。本名、夏令震（ハー・リンチャンha6 ling6 jan3）。血液型O型。

## 経歴

### 出生からブレイクまで
両親は中国江蘇省南京の出身で、第二次世界大戦前に香港へ移住。香港・九龍の青山道の家に生まれる。兄1、姉3、本人、妹3人の8人兄弟の5番目。
京劇好きの父が毎日のようにユン・ピョウをサモ・ハン・キンポーやジャッキー・チェンが出演している舞台に連れて行っていたため、すっかり京劇が気に入っていた。そのため父の勧めで5歳で香港・九龍の尖沙咀（チムサーチョイ）にあった中国戯劇学院
に入学。学内でも特に優秀な子供を集めた「七小福」の最年少メンバーに選ばれ「元彪」の芸名を貰う。同じく七小福のメンバーであったサモ・ハン・キンポーやジャッキー・チェン、ユン・ワー、ユン・チウ、ユン・ケイらとともに10年間にかけて于占元から北方の京劇を学んだ。
ハンサムだったため学院内の女子生徒や一般の女の子から非常に人気があった、とサモ・ハン・キンポーが述懐している。
その後映画の道に進み、14歳からエキストラやスタントマンで現場に行くが、他の兄弟子達に比べて小柄だったために「子どもは向こうへ行きなさい」と監督らに言われる。そのため手近にあった炭のようなものを顎の周辺に塗って、遠くからなら髭が生えているように見せかけて仕事をもらった。
ブルース・リーの映画には七小福の兄弟子たちと端役ながら『ドラゴン怒りの鉄拳』、『ドラゴンへの道』、『燃えよドラゴン』に出演。後に武術指導などをつとめ、ブルース・リーが撮影期間中に急逝し未完となっていた『死亡遊戯』では監督を引き継いだサモ・ハン・キンポーにユン・ワーと共に起用され、ブルース・リーの足技や、体格が似ていたため彼のオートバイ・アクションのスタントをつとめた。
中国戯劇学院出身者が多い元家班やサモ・ハン・キンポーのスタント・武術指導チームの洪家班でも活躍。ジャッキー・チェンの吹き替えスタントをはじめ、アクションのできない男優や、小柄な身体を生かして女優の吹き替えスタントも多数つとめているため、海外では『ダブリング・キング』の愛称がある。
映画の世界は厳しく、本人は三流の俳優になるよりも堅実そうに思えた武術指導で一流になることを目指し、裏方に進んだその後にチャンスがあれば監督になるつもりだったが、「お前は顔がいいから武術指導より役者に向いている」というサモ・ハン・キンポーの勧めで『モンキーフィスト猿拳 』に主演で本格デビューを果たし、『ユン・ピョウINドラ息子カンフー』、そしてジャッキー・チェンとサモ・ハン・キンポーとのトリプル主演作である『プロジェクトA』や『スパルタンX』で一躍スターとなる。

### 身体能力
身軽で素早いアクション と華麗な足技で有名。その足技はブルース・リーに似ていたため『死亡遊戯』でスタントを務めることになった。左脚の後ろ回し蹴りが得意技。13歳の時には小さなテーブルを3段重ねた上で連続バク転を30回した。1987年の香港の亜洲電視 (ATV) のミス・アジアコンテストの舞台の『イースタン・コンドル ショー（Eastern Condors Show）』内では連続12回を披露。2012年2月22日放送の安徽衛視のトーク番組「非常静距离」では、司会者に請われて54歳でバク転を披露した。

### 自社
1986年 自分の映画会社、泰禾（タイホーフィルム）で『検事Mr.ハー/俺が法律だ』を製作した。ゴールデン・ハーベストが独立を考え始めたユン・ピョウを引き止めるために出資した会社。その後ゴールデン・ハーベストを離れると共に解散。

### 邦画出演
1991年『バカヤロー!4 YOU! お前のことだよ第三話「サギるなジャパン」』、1993年『第1回欽ちゃんのシネマジャック「ダライラマの母」』と邦画にも出演し、1988年の『孔雀王』では、三上博史、安田成美、緒形拳と共演、1990年の『孔雀王アシュラ伝説』では、阿部寛、勝新太郎と共演、1992年『落陽』で加藤雅也、田村高廣らと共演、2002年の『無問題2』でナインティナインの岡村隆史とも共演している。

### 近年の活動状況
2000年前後からは映画出演に加え全40話ほどのテレビドラマへの出演が多くなり、2007年には香港TVBの開局40周年記念連続ドラマ『通天幹探』を刑事役で主演、2014年7月22日から放送され中国初の3D連続テレビドラマ『
十二金錢鏢 12MONEY DARTS』でも主演をつとめ、その他バラエティー番組への出演、企業イメージキャラクターとしての仕事も多数あり、香港・台湾・中国など中華圏で広く現在も俳優として活躍している。

## 人物

### 呼び名
ゴールデン･ハーベストを退社後の90年代半ば頃からは､出演作が現代アクションから当時流行していたカンフー時代劇へ移行し、特にテレビドラマでは出演した10シリーズのうち『少林七傑』、『リアル・カンフー 佛山詠春伝』★公式サイト、『詠春』をはじめ9本までがカンフー作品となり、映画では2010年『イップ・マン 誕生』で詠春拳で有名なイップ・マン（葉問）の師匠役、2011年『マイ・キングダム 』では武芸に長けた京劇の師匠役、2012年『TAICHI/太極 ヒーロー 』では後に楊式太極拳の始祖となる楊露禅と御前で最終対戦する役になったため、名前の前に付けられる呼称が「カンフー（功夫）」や「武術（武术）」、または「武打」を冠した物が多くなってきた。
そのため、國際武打巨星元彪（国際カンフーアクション ビッグスター ユン・ピョウ）、
功夫巨星元彪（カンフービッグスター ユン・ピョウ）、超级巨星元彪、
一代武术巨星、
一代功夫巨星、
武打巨星、一代武打明星、一代香港動作巨星元彪 などと呼ばれるようになった。

### 来日
1984年7月14日に『五福星』のキャンペーンの一環で、東京・日本武道館にてサモ・ハン・キンポーやジャッキー・チェンと3人でコンサートを開いて満席にした事や、近藤真彦とのカーレースへの参加、『落陽』のキャンペーンで来日時に当時の首相・竹下登に面会した事、ユニセフの募金活動で香港代表として出席し、ペレや当時ソ連のゴルバチョフ大統領に会って握手した事、そして日本でジャッキー・チェンと人気を二分していた事などは、中華圏では非常によく知られている。
武道館のコンサートで谷村新司の昴を歌ったのを聞いた映画関係者がユン・ピョウのレコードデビューを計画。『チャンピオン鷹』の主題歌を歌う事になり、1985年2月6日大阪・毎日ホール、徹夜組が出た2月11日東京・後楽園ホールにて『チャンピオン鷹公開記念 ユン・ピョウ オンステージ』でお披露目。その際に同行し、ステージでアクションの相手をつとめたのがユン・ワー、ユン・モウ、チン・カーロウ。
1987年3月14日に東京・国立競技場でチャリティー・イベントのサッカーの試合『ザ・ドリームカップ』に参加。ユン・ピョウが選手宣誓。香港チームはマイケル・ホイ、ラウ・カーウィン、アラン・タム、エリック・ツァン、ナタリス・チャン（ナット・チャン）、ケニー・ホー、サイモン・ヤム、ジャッキー・チェン、ユン・ピョウ、チャン・コッキョン、ビリー・ロウ、アンディ・ラウなど。応援にアニタ・ムイ。日本チームは明石家さんま、とんねるず木梨憲武、島崎俊郎、植草克秀、望月三起也、釜本邦茂、カルロス・ニコトラ、杉山隆一、千野圭一など。2−3で日本チームの勝ち。
前日13日のレセプション・パーティーには政府閣僚や著名人が多数来場。当時の文部大臣・塩川正十郎を始めとし、川内康範、大島渚、小山明子などが出席。
1988年3月26日第2回'88『ザ・ドリームカップ』。冷雨の中9時頃からファンがつめかけ、12時半キックオフ。香港チームはチャーリー・チャン、マイケル・ホイ、アラン・タム、エリック・ツァン、ナタリス・チャン（ナット・チャン）、ジャッキー・チェン、ユン・ピョウなど。日本チームはたけし軍団のビートたけし（北野武）、そのまんま東（現：東国原英夫）、松尾伴内、ラッシャー板前、井手らっきょ、とんねるず木梨憲武など。1−2で日本チームの勝ち。
1989年3月11日沖縄コンベンションセンター劇場にてPAX MUSICA'89 IN OKINAWAに参加。出演者は谷村新司、チョー・ヨンピル、ワン・ジェ、喜屋武マリーなど。
1989年仙台でフジテレビ主催のチャリティーの国際カーレースに参加。イー・トンシン、チョウ・ユンファ、アラン・タム、シン・フィオン、アンディ・ラウ、チン・シウホウ、チン・カーロウ、応援にマギー・チャン、チョウ・ユンファの妻の陳薈蓮、チン・シウホウの妻の郭秀雲、ロレッタ・リー、ユン・ピョウの妻の彭秀霞、アニタ・ムイなど
。
1998年6月6日大阪・泉佐野市の泉の森ホールにて大阪国際シネマドリーム'98 いずみさの映画祭で、出演作品『暗黒街 若き英雄伝説 』のゲスト。同時ゲストは『夢翔る人/色情男女』に出演のスー・チー。舞台から客席へ向けて2人がサインボールを投げてプレゼント。
2002年2月9日『無問題2』の舞台挨拶で監督のチン・カーロウ、共演者サム・リーと共に来日。9:30渋谷東急、11:00新宿シネマミラノで舞台挨拶を行った。

### 兄弟子らとの関係
サモ・ハン・キンポーとは現在に至るまで映画では2001年『拳神 KENSHIN』、2010年『イップ・マン 誕生』で共演、2012年『TAICHI/太極 ヒーロー 』ではアクション監督と出演者として組み、それ以外のインタビューなどでも一緒であったり、プライベートでも共に香港競馬場に姿を現すが、ジャッキー・チェンとは『サイクロンZ』以降、2000年の『シャンハイ・ヌーン』でカメオ出演、2006年に『プロジェクトBB』にて共演するにとどまっているが、仲が悪いという訳ではなく、2012年3月のサモ・ハン・キンポーの息子のティミー・ハンの結婚式にジャッキーと共に参列したり、2014年のジャッキーのプライベートな誕生パーティーには参加している。
2005年に『カンフーハッスル』で香港電影金像奨にノミネートされた兄弟子のユン・ワーやユン・チウの演技についてアンソニー・ウォンが「演技が大げさすぎる」など批評した際に蘋果日報の記者にコメントを求められ、「話してる人は演技を知らないんじゃないかな、彼は演技を知ってるの？それぞれの人に自分のやり方があるんだよ」と答えたり、2014年8月22日には18日に北京で大麻の大量所持と陽性反応が出たため警察に拘束されたジャッキー・チェンの息子ジェイシー・チャンの事件についてコメントを求められた時も、「はっきりしていない話なので僕はいまその事についてたくさん話すことはない」としながらも「これは子どもの一時的な過ちだから、皆さんには許してやって欲しいです」と、いつも兄弟子たちをかばう発言をしている。また2016年5月22日にジャッキー・チェンの出演作「SKIP TRACE（絶地逃亡）」の発表イベントにはサプライズ出演を果たし、七小福時代のエピソードを互いに披露するなどの雑談を交わしていた。

### 私生活
プライベートでは『燃えよデブゴン4 ピックポケット! 』でアクション指導した時に出演していた彭秀霞と知り合い、初恋の彼女と結婚。
1993年にカナダへ一家で移民しバンクーバーに居を構えるが、ほとんど中華圏で仕事をし、主に香港に長く滞在している。カナダに帰ると家庭的になり、いつも妻と一緒にスーパーマーケットへ行っているという。
結婚以来スキャンダルが一度も無い。その理由として、「24歳で結婚したのは誰かに自分の面倒をみていて欲しかったから。この世界は誘惑が多いけれど（中略）僕は早く家庭を持ちたかった。家に帰ったらそこに話し合える相手がいるような。ガールフレンドではこんな感覚は味わえない。奥さんはやっぱり奥さんだよな」「うちの奥さんを車に乗せてどこかご飯を食べに行くのでさえ面倒なのに、（女性と噂になるような）そんなことはしない」「香港で撮影する時でも、（カナダにいる）奥さんはずっと安心している。（中略）お互いを信用しているから」とインタビューに答え、サモ・ハン・キンポーやジャッキーの子ども達が芸能界入りしているのに対し、「（息子は）身長も180cmあって（中略）ハンサムだけど、（中略）芸能界に入ってもイケメンは次々と出現するからね」と続けており、娘も息子も芸能界には入れない方針のために2人とも一般の職業に就いている。
趣味はゴルフと競馬観戦。長らくトレードマークであった右頬のホクロは年々大きくなってゆき、2000年頃に「癌に変わってはいけない」というカナダのホームドクターの判断で、診せたその場で麻酔針を使ってえぐり取るように除去され、現在は痕跡を残すのみである。

## 日本語吹き替え
主に担当しているのは、以下の二人である。
古谷徹
『スパルタンX』（フジテレビ版）で初担当。最も多く吹き替えている。2000年以降は大半の作品で担当しており、『プロジェクトA』をはじめとした旧作の新録版にも起用されるなど、近年ではほぼ専属（フィックス）となっている。
大滝進矢
『五福星』（フジテレビ版）で初担当。古谷の次に多く吹き替えている。
このほかにも、目黒裕一、松本保典、三ツ矢雄二、堀秀行、山口健、菊池正美、小山力也、大塚芳忠、井上和彦、小杉十郎太なども声を当てている。なお、ユン・ピョウがスターダムに駆け上がるきっかけとなった作品である『プロジェクトA』の初回放映版（1987年1月4日『日曜洋画劇場』、各種配信でも使用）では野島昭生が務めていた。

## 出演作品

### 映画

#### 主演作
1979年
- モンキー・フィスト 猿拳（燃えよデブゴン5） 雜家小子 Knockabout (film)/The Fight【香】
- ツーフィンガー鷹 勇者無懼 (1981年電影)Dreadnought/Dreadnaught【香】

1981年　
- ユン・ピョウINドラ息子カンフー 敗家仔 The Prodigal Son (1981 film)/Pull No Punches【香】

1983年　
- 蜀山奇傅 天空の剣 蜀山 新蜀山劍俠 Zu: The Warriors from the Magic Mountain/Zu: Warriors of the Magic Mountain/Zu Warriors from the Magic Mountain/Warriors from Magic Mountain/Zu: Time Warrior【香】
- チャンピオン鷹 波牛 The Champions【香】
- プロジェクトA A計劃 Project A【香】

1984年
- スパルタンX 快餐車 Wheels on Meals/Spartan X/Million Dollar Heiress【香】

1985年
- 時來運轉 (1985年電影)別名：鬼来鬼往 Those Merry Souls【香】（日本未公開）

1986年
- 検事Mr.ハー/俺が法律だ 執法先鋒 Righting Wrongs/Above The Law【香】
- 冒険活劇 上海エクスプレス 富貴列車 The Millionaires' Express/The Millionaire's Express/Shanghai Express【香】
- ユン・ピョウinポリス・ストーリー（ビデオ題：香港極楽コップス -俺たちに明日はある!?-）神勇雙響炮續集 Rosa (1986 film) ＝佳人有難【香】

1987年
- イースタン・コンドル 東方禿鷹 Eastern Condors【香】

1988年
- 孔雀王 孔雀王子 The Peacock King/Legend of the Phoenix/Peacock Prince【日・香】
- サイクロンZ 飛龍猛將 Dragons Forever/Dragon Forever【香】
- 画中仙/ジョイ・ウォンのゴースト・ラブ・ストーリー 畫中仙 Picture of a Nymph【香】
- オン・ザ・ラン/非情の罠 亡命鴛鴦 On the Run (1988 film)【香】

1989年
- タイム・ソルジャーズ〜愛は時空(とき)を超えて〜 急凍奇俠 The Iceman Cometh (1989 film)【香】

1990年
- 愛と欲望の街/上海セレナーデ 亂世兒女 Shanghai, Shanghai/The Shanghai Encounter/Shanghai, Shanghai【香】
- レッド・リベンジ -復讐の罠- 龍鳳賊捉賊 Licence to Steal/Licence To Steal【香】
- 孔雀王アシュラ伝説 阿修羅 Saga of the Phoenix【日・香】

1991年
- バカヤロー!4 YOU! お前のことだよ第三話「サギるなジャパン」【日】

1992年
- 香港魔界大戦 西藏小子 A Kid from Tibet【香】
- 伙頭福星 Shogun and Little Kitchen/Shogun & Little Kitchen【香】（日本未公開）

1993年
- ユン・ピョウ IN 妖刀秘伝 新碧血劍 The Sword Stained with Royal Blood【香】
- ワンス・アポン・ア・タイム・イン・チャイナ外伝 鬼脚 黃飛鴻之鬼腳七 別名：鬼腳七之無影腳 別名：大事件2之恐怖事件 Kick Boxer/Kick Boxer/Once Upon a Time in China/Once Upon a Chinese Hero【香】
- 第1回欽ちゃんのシネマジャック「ダライラマの母」【日】

1994年
- チャイニーズ・ファイター 天空伝説 六指琴魔 Deadful Melody【香】
- 幻影拳 ザ・マジック・カンフー 馬戲小子 Circus Kids/Circus Kid【香】

1995年
- 死角都市・香港 冇面俾 別名：摩登笑探 Don't Give a Damn (film)/Burger Cop【香】
- 香港麻薬捜査官 怒海威龍 Tough Beauty and the Sloppy Slop【香・菲】

1996年
- 黒影 ブラック・シャドウ 神偸燕子李三 The Hero of Swallow【香】

1997年
- 暗黒街 若き英雄伝説 馬永貞 Hero (1997 film)【香】
- 檔案X 殺人犯 別名：獵凶 別名：追殺令 The Hunted Hunter【香】（日本未公開）

1999年
- ミレニアムドラゴン 紅牆盗影 別名：特警攻略 別名：聖俠高飛 Millennium Dragon【香】

2004年
- 少年陳真 Hero Youngster/Juvenile Chen Zhen【中】（日本未公開）
- 赤子拳王 Boxer's Story【香】（日本未公開）

2007年
- 擊情歲月 別名：生死搏擊 別名：情陷擂台 Fight for Love【香】（日本未公開）

2010年
- 功夫大師 別名：功夫大師/少林寺傳奇2 十三棍僧救唐王 Kung-Fu Master【香】（日本未公開）

2014年
- 天師鬥殭屍 Sifu vs Vampire（殭屍TV La TELE de VAMPIRE を改題）【香】（日本公開未定）

2020年
- 卸甲歸來 HEROES RETURN【中】

#### 主演以外の出演作
1966年
- 兩湖十八鏢(上集) The Eighteen Darts (Part 1)/Seven Little Tigers【香】（日本未公開）
- 兩湖十八鏢(下集) The Eighteen Darts (Part 2)/Seven Little Tigers (Part 2)【香】（日本未公開）

1971年
- 侠女（1971年）【香】

1972年
- ドラゴン怒りの鉄拳 精武門 Fist of Fury/Chinese Connection【香】
- ドラゴンへの道 猛龍過江 The Way of the Dragon【香】
- アンジェラ・マオの女活殺拳 合氣道 Hapkido (film)/Hapkido/Lady Kung Fu【香】
- 海盜張保仔 別名：惡鬥惡 Cheung Po Chai/The Boatman Fighters/The Brave Man【香】（日本未公開）
- 十四女英豪 The Fourteen Amazons/The 14 Amazons【香】（日本未公開）

1973年
- 燃えよドラゴン 龍爭虎鬥 Enter the Dragon【米・香】
- テコンドーが炸裂する時 跆拳震九州 別名：黒拳 When Taekwondo Strikes/Sting of the Dragon Masters/When Tae Kwon Do Strikes/Kickmaster【香】
- 賊王 Death Blow/Thunderfist【香】（日本未公開）
- 黃飛鴻 別名：黃飛鴻勇破烈火陣 The Master of Kung Fu/Death Kick/Wong Fei-Hung/Shaolin Death Kicks【香】（日本未公開）
- 空手ヘラクレス 碼頭大決鬥 別名：碼頭小子 別名：碼頭風雲 Freedom Strikes a Blow/Chinese Hercules/The Kid in Pier/A Duel of Harbour【香】
- 偷渡客 The Rendezvous of Warriors【香】（日本未公開）

1974年　
- タイガー・プロジェクト/ドラゴンへの道 序章 廣東小老虎 The Cub Tiger from Kwangtung/Little Tiger from Kwantung/Little Tiger of Canton【香】
- 暗黒街のドラゴン・電撃ストーナー 鐵金剛大破紫陽觀 The Shrine of Ultimate Bliss/A Man Called Stoner【香】
- ザ・トーナメント 中泰拳壇生死戰 The Tournament【香】
- 猛虎鬥狂龍 別名：跆拳龍虎鬥 The Big Showdown/Kung Fu Massacre【香】（日本未公開）
- ジャッキー・チェンの必殺鉄指拳 廣東小老虎 別名：刁手怪招 The Cub Tiger from Kwangtung/Little Tiger from Kwantung/Little Tiger of Canton/Master with Cracked Fingers/Snake Fist Fighter/Ten Fingers of Death/Marvellous Fists/The Cub Tiger from Kwang Tung/Master with Crack Fingers【香】
- 四王一后 Supermen Against the Orient/Three Supermen Vs The Orient/Crash! Che botte…/Three Fantastic Supermen in the Orient【香】（日本未公開）
- 洋妓 Virgins of the Seven Seas/Virgins of the 7 Seas/The Bod Squad/Enter the Seven Virgins【香】（日本未公開）
- 狼狽為奸 Wits to Wits/From China with Death/Dirty Partners/Duel of Dragons【香】（日本未公開）
- 巴黎殺手 Paris Killers/Paris Killer【香】（日本未公開）
- 小霸王 Super Kung Fu Kid/Hong Kong Cat Named Karado/Superior Youngster/Karado, the Hand of Death【台】（日本未公開）

1975年
- 忠烈図 忠列圖 The Valiant Ones【香】
- 少林寺拳法・ムサシ香港に現わる 　【日】
- スカイ・ハイ 直搗黃龍 The Man from Hong Kong/That Man From Hong Kong【豪・香】

1976年
- ジャッキー・チェンの秘龍拳/少林門 少林門 The Hand of Death/Countdown in Kung Fu/Dragon Forever/Strike of Death【香】
- 流星胡蝶剣 流星胡蝶剣 Killer Clans【香】
- 燙手山芋 別名：火熱的馬鈴薯 Hot Potato (1976 film)【米】（日本未公開）
- ブルース・リー物語 李小龍傳奇【香】
- マジック・ブレード 天涯明月刀 別名：天涯,明月,刀 The Magic Blade【香】
- 少林寺木人拳 少林木人巷 Shaolin Wooden Men/36 Wooden Men/Shaolin Wooden Men …Young Tiger's Revenge/Shaolin Chamber of Death【香】
- 南拳北腿 Secret Rivals/Enter the Silver Fox【香】（日本未公開）
- 江湖子弟 Brotherhood【香】（日本未公開）
- ワンス・アポン・ア・タイム 英雄少林拳 陸阿采與黃飛鴻 Challenge of the Masters【香】
- アンジェラ・マオ レディ・クンフー 密宗聖拳 密宗聖手 The Himalayan【香】

1977年
- 神腿鐵扇功 Snuff Bottle Connection【台】（日本未公開）
- 必殺!少林寺武芸帳 四大門派 別名：武林煞星 The Shaolin Plot【香】（TV放映）
- 破戒  破戒 (1977年电影) Broken Oath【香】
- 被迫 別名：精武指 Last Strike/Soul Brothers of Kung Fu/Kung Fu Avengers/Incredible Dragon/Tiger Strikes Again【香】（日本未公開）
- 三少爺的劍 Death Duel【香】（日本未公開）
- 大武士與小鏢客 Hero of the Wild/Heroes of the Wild/Heroes of Shao Lin/Heroes of Shaolin/Great Teacher【台】（日本未公開）
- 白玉老虎 Jade Tiger【香】（日本未公開）
- 陰陽血滴子 The Fatal Flying Guillotines【香】（日本未公開）
- 鷹爪鐵布衫 The Invincible Armour/Invincible Armor【香】（日本未公開）
- 俏探女嬌娃 別名：女神探 Deadly Angels/Bod Squad/Alias: Women Detectives【香】（日本未公開）
- 絕不低頭 To Kill a Jaguar【香】（日本未公開）
- 南拳北腿鬥金狐 The Secret Rivals, Part II/The Secret Rivals - Part 2/Secret Rivals 2: Revenge of the Gold Fox【香】（日本未公開）

1978年
- 師父教落 My Kung Fu Master【香】（日本未公開）
- 続・空とぶギロチン 〜戦慄のダブル・ギロチン〜 清宮大刺殺 別名：殘酷大刺殺  Flying Guillotine, Part II/Flying Guillotine II/Palace Carnage【香】
- 蕭十一郎 Swordsman and Enchantress【香】（日本未公開）
- アムステルダム・キル 荷京喋血  The Amsterdam Kill/Amsterdam Kill【香】
- アムステルダム・コネクション 荷蘭賭人頭  Amsterdam Connection 【香】（日本未公開）
- 血芙蓉 The Vengeful Beauty/Bloody Hibiscus【香】（日本未公開）
- 脂粉大煞星 別名：出鐘 Kung Fu Stars/My Darling Gals【香】（日本未公開）
- 死亡遊戯 死亡遊戯 The Game of Death【香】
- 燃えよデブゴン 肥龍過湖 Enter the Fat Dragon【香】
- 燃えよデブゴン/カエル拳対カニ拳 老虎田鷄 別名：大鱷鬥蝦蟆 Dirty Tiger, Crazy Frog/Let Them Fight Each Other【香】
- 燃えよデブゴン10 友情拳 贊先生與找錢華 Warriors Two【香】

1979年
- 燃えよデブゴン 豚だカップル拳 摶命單刀奪命槍 Odd Couple/Eternal Conflict/Shaolin Sabre vs Wu Tang Spear【香】
- 燃えよデブゴン7 鉄の復讐拳 林世榮 別名：仁者無敵 The Magnificent Butcher【香】
- Lahu Ke Do Rang (1979 film) 【印】（日本未公開）

1980年　　
- 斗え!デブゴン 身不由己 The Victim (1980 film)/Lightning Kung Fu【香】
- 妖術秘伝・鬼打鬼 鬼打鬼 Encounter of the Spooky Kind/Close Encounter of the Spooky Kind/Spooky Encounters【香】
- ヤングマスター 師弟出馬 師弟出馬 The Young Master【香】
- 燃えよデブゴン お助け拳 甩牙老虎  Two Toothless Tigers【香】

1981年
- 死亡の塔 死亡塔 Tower of Death/Game of Death II【香】
- 燃えよデブゴン4 ピックポケット! 堤防小手  Carry On Pickpocket/Carry On, Pickpocket【香】
- 書剣恩仇録【香】

1983年　
- 霊幻師弟 人嚇人 人嚇人 The Dead and the Deadly【香】
- 五福星 奇謀妙計五福星 Winners and Sinners/Winners & Sinners/Five Lucky Stars【香】

1984年
- 新ポリス・ストーリー Pom Pom 神勇雙響炮  POM POM【香】

1985年
- 香港発活劇エクスプレス 大福星 福星高照 My Lucky Stars【香】
- 七福星 夏日福星 Twinkle Twinkle Lucky Stars/The Target【香】

1986年
- 霊幻道士2 キョンシーの息子たち! 殭屍家族 別名：暫時停止呼吸續集 Mr. Vampire Part 2/Mr. Vampire II【香】

1989年　
- 奇蹟/ミラクル 奇蹟 Mr. Canton and Lady Rose/Miracles/Canton Godfather/Black Dragon【香】

1990年
- ストロンゲスト 史上最強の映画スターは誰だ!?【日】

1991年　
- ワンス・アポン・ア・タイム・イン・チャイナ/天地黎明 黃飛鴻 別名：武狀元黃飛鴻 Once Upon a Time in China/Wong Fei-Hung【香】

1992年
- 落陽 落陽 Setting Sun/The Setting Sun【日】

1996年
- ビビアン・スーのロマンシング・ドラゴン 龍在少林  Dragon in Shaolin/Dragon From Shaolin【台】

1999年
- レジェンド・オブ・ヒーロー/中華英雄 中華英雄 A Man Called Hero【香】

2000年
- シャンハイ・ヌーン 贖金之王 別名：西域威龍 Shanghai Noon【米】

2001年
- 拳神 KENSHIN 拳神 The Avenging Fist【香】

2002年
- Bruce Lee in G.O.D 死亡的遊戯【香・日】
- 無問題2 無問題2 No Problem 2【日・香】

2004年
- エンター・ザ・フェニックス 大佬愛美麗 Enter the Phoenix【香】

2006年　
- プロジェクトBB 寶貝計劃 Rob-B-Hood/Robin-B-Hood【香】

2007年
- 雙龍記  Legend of Twins Dragon/Wing Chun/Legend of Twin Dragons【香】（日本未公開）

2009年　　
- Laughing Gor之變節  Turning Point (2009 Hong Kong film)/Laughing Gor - Turning Point【香】（日本未公開）

2010年
- イップ・マン 誕生 葉問前傳 The Legend Is Born – Ip Man/Ip Man Prequel【香】
- 越光寶盒  Just Another Pandora's Box/Once Upon a Chinese Classic/Light-Transcending Pandora's Box【香】（日本未公開）

2011年
- 帝國刺客  Empire of Assassins【中】（日本未公開）
- マイ・キングダム 大武生 My Kingdom【香】
- 御前侍衛  Imperial Bodyguard/Yu Qian Shi Wei【中】（日本未公開）

2012年
- TAICHI/太極 ヒーロー 太極2 英雄崛起 Tai Chi Hero/Tai Chi 2: The Hero Rises【香】

2014年
- おじいちゃんはデブゴン 我的特工爺爺特工爺爺/The Bodygurad【香】

### テレビドラマ
1995年
- 中原鏢局 別名：今世情仇 別名：天地英豪 全46話【台】（日本未公開）

1998年
- 江山美人 (1998年電視劇)  別名：泣血江山 別名：屠龍英雄 別名：無名火 全53話【台】（日本未公開）★公式サイト
- 中華児女英雄伝 全40話【台】（日本未公開）

2000年
- 少林七傑 少林七傑 別名：少林七嵌 別名：西螺七嵌 THE SEVEN HEROES OF SHAOLIN 全40話/日本版DVD 全20話【中・台】

2005年
- リアル・カンフー 佛山詠春伝 佛山贊師父 Real Kung Fu 全20話【香】★公式サイト

2007年
- 詠春 咏春 (电视剧) The Legend of WING CHUN 全40話【香・中】★公式サイト
- 通天幹探 The Ultimate Crime Fighter/Super Cop 全37話【香】（日本未公開）★公式サイト

2008年
- 少林寺伝奇2 〜十三棍僧〜 別名：少林寺傳奇2 十三棍僧救唐王 別名：少林寺傳奇之十三棍僧救唐王 別名：少林寺傳奇 第二部 13 Cudgel Monks/Legend of Shaolin Kung Fu 2 全50話【中】（日本未公開）

2012年
- 詠春傳奇 全30話【中】（日本未公開）

2013年　
- 十二金錢鏢 (電視劇)  12MONEY DARTS 全33話【中】（日本未公開）2014年7月22日放送開始★新浪ウェイボ微博内の公式サイト

2016年　
- 潜.龍 Hidden DRAGON 別名：黑網下星光 The stars under black nets 全36話【中】（日本未公開）2018年1月7日放送開始

### ネット配信
2016年
- 無間道 INFERNAL AFFAIRS  全36話【中】（日本未公開）2016年12月21日放送開始

## 製作
1986年
- 検事Mr.ハー/俺が法律だ 執法先鋒 Righting Wrongs/Above The Law【香】

1992年
- 香港魔界大戦 西藏小子 A Kid from Tibet【香】

1993年
- ワンス・アポン・ア・タイム・イン・チャイナ外伝 鬼脚 黃飛鴻之鬼腳七 別名：鬼腳七之無影腳 別名：大事件2之恐怖事件 Kickboxer/Kick Boxer/Once Upon a Time in China/Once Upon a Chinese Hero【香】

## 監督
1992年
- 香港魔界大戦 西藏小子  A Kid from Tibet 【香】

## アクション・武術指導
1977年
- 大武士與小鏢客 Hero of the Wild/Heroes of the Wild/Heroes of Shao Lin/Heroes of Shaolin 【台】（日本未公開）

1978年
- 燃えよデブゴン 肥龍過江 Enter The Fat Dragon 【香】

1979年
- 燃えよデブゴン9 醒目仔蠱惑招 別名：肥龍功夫精 The Incredible Kung Fu Master/The Kung Fu Master/They Call Me Phat Dragon 【香】（TV放映）

1980年
- 斗え!デブゴン 身不由己 The Victim/Lightning Kung Fu【香】
- 燃えよデブゴン お助け拳 甩牙老虎 Two Toothless Tigers【香】
- 妖術秘伝・鬼打鬼 鬼打鬼 Encounter of the Spooky Kind/Close Encounter of the Spooky Kind/Spooky Encounters【香】

1981年
　★香港電影金像獎 第2回 ベストアクション指導受賞★
- ユン・ピョウINドラ息子カンフー 敗家仔 The Prodigal Son/Pull No Punches【香】

1982年
　●香港電影金像獎 第3回 ベストアクション指導ノミネート
- 霊幻師弟 人嚇人 人嚇人 The Dead and the Deadly【香】
- 燃えよデブゴン4 ピックポケット! 提防小手 Carry On Pickpocket/Carry On, Pickpocket【香】

1983年
　★香港電影金像獎 第3回 ベストアクション指導受賞★
- 五福星 奇謀妙計五福星 Winners and Sinners/Winners & Sinners/Five Lucky Stars【香】

1984年
- Treasure Hunters【香】

1985年
- 七福星 夏日福星 Twinkle Twinkle Lucky Stars/The Target【香】
- 時來運轉 Those Merry Souls【香】（日本未公開）

　●香港電影金像獎 第5回 ベストアクション指導ノミネート
- ファースト・ミッション 龍的心 Heart of the Dragon/First Mission/Heart of Dragon【香】※日本版のみ/Only Japanese Ver.

　●香港電影金像獎 第5回 ベストアクション指導ノミネート
- 香港発活劇エクスプレス 大福星 福星高照 My Lucky Stars【香】

1986年
　●香港電影金像獎 第6回 ベストアクション指導ノミネート
- 検事Mr.ハー/俺が法律だ 執法先鋒 Righting Wrongs/Above The Law【香】
- ユン・ピョウinポリス・ストーリー（ビデオ題：香港極楽コップス -俺たちに明日はある!?-）神勇雙響炮續集 Rosa【香】
- 冒険活劇 上海エクスプレス 富貴列車 The Millionaires' Express/The Millionaire's Express/Shanghai Express【香】

1987年
　●香港電影金像獎 第7回 ベストアクション指導ノミネート
- イースタン・コンドル 東方禿鷹 Eastern Condors【香】

1989年
　●香港電影金像獎 第9回 ベストアクション指導ノミネート
- タイム・ソルジャーズ〜愛は時空(とき)を超えて〜 急凍奇俠 The Iceman Cometh【香】

1992年
- 香港魔界大戦 西藏小子 A Kid from Tibet【香】
- 落陽 落陽 別名：上海大亨杜月笙 Setting Sun/The Setting Sun【日】

1993年
- ワンス・アポン・ア・タイム・イン・チャイナ外伝 鬼脚 黃飛鴻之鬼腳七 別名：鬼腳七之無影腳 別名：大事件2之恐怖事件 Kickboxer/Kick Boxer/Once Upon a Time in China/Once Upon a Chinese Hero【香】

2000年
- シャンハイ・ヌーン 贖金之王 別名：西域威龍 Shanghai Noon【米】

2002年
- 無問題2 無問題2 No Problem 2【日・香】

## ビデオ
- ヤングチャンピオン ユン・ピョウ（1985年）東映【日】

## レコード・CD・カセット
武道館のコンサートで昴を歌ったのを聞いた映画関係者がユン・ピョウのレコードデビューを計画。『CHAMPION AT HEART』を『チャンピオン鷹』の日本版の主題歌として歌う事になった。この時の事についてユン・ピョウ自身は、「僕たちが映画の宣伝に行くと日本側が主題歌を歌うように要求してきたんだ。ゴールデン・ハーベストはこんな要求はできなかった。香港人が日本でレコードを出すのは僕が早い方で、その時はジャッキーと僕とテレサ・テンとジュディ・オングぐらいで、サミュエル・ホイも出してなかった。日本人はマルチタレントが好きで、歌えて踊れて演技ができるのがいいからだ」と2013年3月の香港電影資料館のインタビューに答えている。
1987年の『YOU CAN BELIEVE』は『蜀山奇傅 天空の剣』の主題歌。
ファースト・アルバムの楽曲提供は作曲が芳野藤丸、陣内孝則、佐藤準。作詞がGregory Starr、高橋研、Linda Hennrick。スティービー・ワンダーの『I JUST CALLED TO SAY I LOVE YOU（心の愛）』もカバーし、全8曲でそのうち英語の曲が5曲、日本語のものが3曲。
セカンド・アルバムの楽曲提供は作曲が井上ヨシマサ、高橋研、天野音彦、甲斐正人、根岸孝旨。作詞がthe band it、高橋研、岩里祐穂、いとうせいこう、文井一、天野音彦。全9曲で英語の曲が『YOU CAN BELIEVE』の1曲のみで、あとは日本語の曲が7曲、広東語の曲が1曲と、ファーストアルバムに比べほとんどの曲が日本語の曲になった。
- チャンピオン鷹　EP（1985年1月21日）キャニオン・レコード【日】
- チャンピオン鷹　カセット（1985年1月21日）ポニー【日】
- チャンピオン鷹 サウンド・トラック　LP（1985年）キャニオン・レコード【日】
- チャンピオン鷹 サウンド・トラック　カセット（1985年）ポニー【日】
- 元彪 ユン・ピョウ ファースト・アルバム　LP（1985年）キャニオン・レコード【日】
- 元彪 ユン・ピョウ ファースト・アルバム　カセット（1985年）ポニー【日】
- 大福星 ユン・ピョウのすべて THEMES FROM THE MOVIES STARRING YUEN BIAO LP（1985年10月21日）ビクターエンタテインメント【日】
- 大福星 ユン・ピョウのすべて THEMES FROM THE MOVIES STARRING YUEN BIAO CD（1985年10月21日）ビクターエンタテインメント【日】
- YOU CAN BELIEVE EP（1987年）キャニオン・レコード【日】
- FROM FAR EAST LP（1987年）キャニオン・レコード【日】
- FROM FAR EAST CD（1987年）キャニオン・レコード【日】
- 魔訶路婆拏 孔雀王 オリジナルサウンド・トラック　CD（1988年） ポニーキャニオン【日】

## 本・写真集・雑誌
- MOVIEコミックス　ヤングマスター 師弟出馬　秋田書店
- MOVIEコミックス　プロジェクトA　（1984年）秋田書店
- MOVIEコミックス　五福星　（1984年）秋田書店
- 武道館プログラム（1984年7月14日）東映
- ジャッキーチェン主演10周年記念映画プロジェクトA特集号（1984年9月1日）近代映画社 雑誌コード05406-3
- MOVIEコミックス　スパルタンX（1984年12月）秋田書店
- 講談社X文庫　ジャッキー・チェンのスパルタンX 映画ストーリーブック（1984年12月）講談社
- 集英社文庫　スパルタンX ジャッキーチェン シネマ・グラフィティ（1984年12月）集英社
- 宇宙船文庫　スパルタンX ジャッキー・チェン（1984年12月20日）朝日ソノラマ
- 香港電影百科 『燃えよドラゴン』から『スパルタンX』まで　香港・映画＆スターのすべて シネアルバム110（1984年）芳賀書店
- よろしく 元彪　こどもポケット百科スペシャル（1985年1月15日）実業之日本社 雑誌コード63912-29
- まるごと一冊 ユン・ピョウ100%　Part1（1985年2月25日）立風書房 ISBN 4-651-15036-5
- ユン・ピョウ大百科（1985年3月1日）ケイブンシャ
- シネ・コミックス　「チャンピオン鷹」（1985年3月10日）立風書房 ISBN 4-651-04601-0
- デラックスカラーシネアルバム 17 ユン・ピョウ 元彪（1985年3月10日）芳賀書店 ISBN 4-8261-0517-7
- ユンピョウ　ヤング・アイドル・ナウ別冊号（1985年3月15日）勁文社 雑誌コード68843-22
- ヤングセレクション　大福星写真集 ジャッキーチェン ユンピョウ（1985年7月15日）実業之日本社 雑誌コード63912-38
- パノラマ シティ（1985年8月1日）学研 雑誌コード17521-8
- ユン・ピョウ　純情 マイ・ハート（1985年8月1日）勁文社 ISBN 4766904176 ISBN 978-4766904178
- ユンピョウ2　ヤング・アイドル・ナウ別冊号（1985年8月5日）勁文社 雑誌コード68843-29
- まるごと一冊 ユン・ピョウ　Part2 MY BIRTHDAY（1985年8月）立風書房 ISBN 4-651-15040-3
- 香港映画スペシャル　スクリーン特編版（1985年9月15日）近代映画社 雑誌コード65429-19
- ヤング・アイドル・ナウ別冊号　大福星 ジャッキー・チェン　ユン・ピョウ　ハン・キンポー（1985年）ケイブンシャ
- ジャッキーチェン　スパルタンX 特集号（1985年）近代映画社
- 天空の剣 変幻　ユン・ピョウ（1987年4月24日）実業之日本社 ISBN 4-408-39337-1
- ファンロード　ユンピョウだ北斗だ（1987年5月）ラポート
- アニメージュ増刊　ZIP！ ヤング映像メディア誌 ジップ　香港映画特集号（1987年7月20日）徳間書店 雑誌コード01578-7
- スクリーン特別編 ジャッキーチェン プロジェクトA2特集号（1987年8月25日）近代映画社 雑誌コード65429-34
- ジャッキー・チェン　サイクロンZ（1988年）実業之日本社 雑誌コード63901-29
- ポニーキャニオン 香港エンターテイメント新聞 SPECIAL TABLOID　孔雀王（1987年12月2日）ポニーキャニオン
- 無問題2　取扱説明書（2002年2月9日）ぴあ　ISBN 4835600347 ISBN 978-4835600345

## ゲーム
- 孔雀王: ファミリーコンピュータ　（1988年9月21日） ポニーキャニオン
- 孔雀王: セガ・マークIII　（1988年9月23日） セガ
- 孔雀王2 幻影城: メガドライブ　（1989年11月25日） セガ
- 孔雀王II: ファミリーコンピュータ　（1990年8月21日） ポニーキャニオン

## 日本の芸能人との関わり

### 親交の深い人
- 倉田保昭 『七福星』 や『冒険活劇 上海エクスプレス』、『イースタン・コンドル』などで共演。それ以来現在に至るまで香港や東京では必ず一緒に食事に行くなど、自著に記載するほど親しい[25]。